# Eogynodiastylis paeminosa
Eogynodiastylis paeminosa is een zeekommasoort uit de familie van de Gynodiastylidae. De wetenschappelijke naam van de soort is voor het eerst geldig gepubliceerd in 2001 door Gerken.